# Anabarhynchus fluviatilis
Anabarhynchus fluviatilis är en tvåvingeart som beskrevs av Lyneborg 1992. Anabarhynchus fluviatilis ingår i släktet Anabarhynchus och familjen stilettflugor. Inga underarter finns listade i Catalogue of Life.